# ام‌اواس ۶۵۰۲

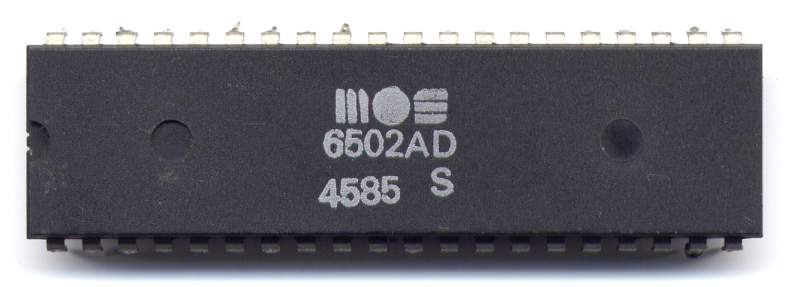
ام‌اواس ۶۵۰۲

ام او اس ۶۵۰۲ (به انگلیسی: MOS6502) نام یک ریزپردازنده ۸ بیتی است که توسط چاک پدل و بیل منچ برای کمپانی ام‌اواس تکنولوژی نیز طراحی شده‌است.
زمانی که این پردازشگر با یک بودجه قابل توجهی در سال ۱۹۷۵ وارد بازار شد، یکی از گران‌ترین و کامل‌ترین پردازنده‌های آن دوران بود. این پردازشگر در ابتدا کمتر از یک-ششم فروش پردازشگرهایی که توسط کمپانی‌های بزرگ تولید شده بودند نیز فروش کرد، کمپانی‌هایی مثل موتورولا و اینتل، و به سرعت با کاهش قیمت در کُل بازار پردازشگر نیز مواجه شد، در صورتی که کاملاً قابل مقایسه با دیگر پردازشگرهای قدرتمند بازار بود.
در دهه ۸۰، از MOS6502 و پردازشگر ۸ بیتی دیگری به نام Zilog Z80، در چند پروژه کامپیوتر خانگی نیز استفاده شد.
از MOS6502 در کنسول‌های بازی مثل اتاری و کامپیوترهایی مثل اپل II و کمودور ۶۴ نیز استفاده شد.